# XEIMT-TDT
XEIMT-TDT Canal 22 é uma estação de televisão pública da Cidade do México, transmite programas culturais, é administrada pelo Consejo Nacional para la Cultura y las Artes (Conselho Nacional para a Cultura e as Artes).

## História
Vai ao ar pela primeira vez em 15 de abril de 1982, na época como parte da Televisión de la República Mexicana (TRM), no ano seguinte, passa a fazer parte do recém criado Instituto Mexicano de la Televisión.
A partir de 1985 o Instituto Mexicano de Televisión passa a ser chamado de Imevisión, nessa época, o canal era conhecido como "Cine Canal 22" transmitindo entre as 16h30 e 01h00.
O Canal 22 foi o primeiro canal UHF na capital mexicana.
Em setembro de 1990 o canal deixa de transmitir programação própria e entra em cadeia todas as tardes com o canal 13, XHDF; como parte do processo de privatização da Imevisión.
Em dezembro de 1991 o Canal 22 sai de ar de forma definitiva, no ano seguinte, o governo mexicano anuncia a venda da empresa estatal Imevisión.
O pacote de canais de televisão posto a venda incluia a Red Nacional 7, hoje Azteca Siete, a Red Nacional 13, hoje Azteca Trece e o Canal 22.
Em 1993 personalidades do meio cultural mexicano protestam para que o governo não vendesse um dos canais, para que ele continuasse a serviço do Estado Mexicano e fosse um canal de viés cultural. Assim, em março de 1993 tiveram início às transmissões de teste, dando início formal às transmissões em 23 de junho, com um pronunciamento, do então, presidente mexicano Carlos Salinas de Gortari, nasceu assim a Televisión Metropolitana, S.A. de C.V., como concesionaria do Canal 22.
O Canal 22 transmite programação cultural como, por exemplo: documentários, séries, filmes, informativos culturais e programas produzidos por emissoras como a britânica BBC.

## Logo
- 1983 1985 O primeiro logotipo do canal no momento da Imevisión foi o logótipo do centro Imevisión apareceu apenas no número "22" e as letras "DF"
- 1985 1993 Em que ano foi um grande número "22" em negrito e à sombra o mesmo estilo que os outros canais da companhia para 1988 foi adicionado CINEMA CANAL no topo do número 22.
- 1993 1998 E como parte da  Television Metropolitana (Televisão metropolitano) iniciado com o logotipo com a palavra "CANAL" vertical e um grande número "22" para a direita para baixo a frase Televisão Pública que mais tarde foi removido, toda de azul
- 1998 2001 Naquele ano, ele virou adicionar no fundo do símbolo conaculta e a palavra CONACULTA
- 2001 2007 O logotipo do Canal 22 foi renovada, a partir desse ano, o novo logotipo era um quadrado azul com o número 22, eo primeiro 2 é branco com fundo amarelo e os outros 2 é verde com branco.
- 2007 2009 Mais tarde, em setembro do mesmo ano mudou um pouco, removendo a caixa azul e deixando apenas o número 22 em suas cores originais. Em algumas lojas você pode ver este novo logotipo com aparência 3D, que tem a forma de um cubo, mas no centro é incompleta deixando um cubo, mesmo a parte que falta do cubo mostrado, e deixou o logotipo completo.
- Logo HD O logótipo HD é como o seu sinal analógico; simplesmente adicionando uma barra vertical e o "HD" significa, o mesmo tamanho do logotipo.
- 2009 2014 Logo para este ano voltou a ter a caixa azul com as mesmas características em números, mas as linhas horizontais são um pouco mais redondo, também é de vidro.
- 2014 Presente Em um logotipo promocional alternativa consistente no dígito 22 branca em duas barras de cores diferentes são utilizados, embora o logotipo 2009 continua a ser a oficial e utilizadas na tela. Disse logotipo foi substituído no início de 2015 por um comemorando os 22 anos do canal, que consiste em uma caixa com quadro branco e o número 22 junto com a frase "22 anos de" interior, também em branco.

## Slogan
- 1993-2003 La cultura tambien se ve (A cultura também se vê)
- 2003-2006 Ve más alla (Veja mais além)
- 2006-2007 Porque somos mas de 2 (Porque somos mais do que 2)
- 2007-2008 Canal 22 se mueve (Canal 22 move-se)
- 2008-2009 La cultura tambien TV (A cultura também TV)
- 2009-2012 Cultura abierta (Cultura aberta)
- 2012 presente El canal cultural de Mexico (O canal cultural do México)